# The White Princess
The White Princess è una miniserie televisiva anglo-statunitense, trasmessa dal 16 aprile al 4 giugno 2017 sul canale Starz. È basata sui romanzi Una principessa per due re e La maledizione del re appartenenti alla serie The Plantagenet and Tudor Novels di Philippa Gregory.
La miniserie si focalizza sul matrimonio fra Enrico VII d'Inghilterra e Elisabetta di York che metterà fine alla guerra delle due rose, unendo la casa di Lancaster a quella di York. Questa miniserie è il sequel di The White Queen.

## Trama
La Principessa Elisabetta di York, figlia di Edoardo IV d'Inghilterra e Elisabetta Woodville è stata promessa in matrimonio al recentemente unto Re Enrico VII d'Inghilterra, nella speranza che ciò unisca le Case di York e di Tudor e metta fine alla Guerra delle Due Rose. La giovane principessa è restia a compiere il suo dovere perché spera che il trono vada al fratello Riccardo, da lei considerato come legittimo erede della corona.

## Puntate
| nº | Titolo originale              | Titolo italiano                 | Prima TV USA   | Pubblicazione Italia |
| -- | ----------------------------- | ------------------------------- | -------------- | -------------------- |
| 1  | In Bed With The Enemy         | A letto con il nemico           | 16 aprile 2017 | 20 dicembre 2017     |
| 2  | Hearts and Minds              | Cuori e menti                   | 23 aprile 2017 | 20 dicembre 2017     |
| 3  | Burgundy                      | Borgogna                        | 30 aprile 2017 | 20 dicembre 2017     |
| 4  | The Pretender                 | Il pretendente                  | 7 maggio 2017  | 20 dicembre 2017     |
| 5  | Traitors                      | Traditori                       | 14 maggio 2017 | 20 dicembre 2017     |
| 6  | English Blood on English Soil | Sangue inglese su suolo inglese | 21 maggio 2017 | 20 dicembre 2017     |
| 7  | Two Kings                     | Due re                          | 28 maggio 2017 | 20 dicembre 2017     |
| 8  | Old Curses                    | Vecchi malefici                 | 4 giugno 2017  | 20 dicembre 2017     |

## Personaggi e interpreti

### Personaggi principali
- Regina Elisabetta "Lisa" di York, interpretata da Jodie Comer, doppiata da Chiara Gioncardi.
Figlia maggiore di Elisabetta Woodville e moglie di Enrico VII.
- Margaret "Maggie" Pole, interpretata da Rebecca Benson, doppiata da Emanuela Damasio.
Sorella maggiore di Edoardo e cugina di Lisa.
- Re Enrico VII, interpretato da Jacob Collins-Levy, doppiato da Gabriele Sabatini.
Re d'Inghilterra e consorte di Lisa.
- Vescovo (in seguito Cardinale) John Morton, interpretato da Kenneth Cranham, doppiato da Bruno Alessandro.
Membro del regio consiglio e cancelliere d'Inghilterra.
- Regina vedova Elisabetta Woodville, interpretata da Essie Davis, doppiata da Alessandra Korompay.
Madre di Lisa e Cecilia.
- Isabella di Castiglia, interpretata da Rossy de Palma.
Regina di Castiglia.
- Thomas Stanley, interpretato da Richard Dillane, doppiato da Francesco Prando.
Quarto marito di Margaret.
- Francis Lovell, interpretato da Anthony Flanagan, doppiato da Andrea Lavagnino.
Fedele agli York, tenta di assassinare re Enrico VII
- Perkin Warbeck, interpretato da Patrick Gibson, doppiato da Manuel Meli.
Pretendente al trono inglese che sostiene essere Riccardo di York.
- Cecilia Neville, duchessa di York, interpretata da Caroline Goodall.
Nonna di Lisa.
- Caterina Gordon, interpretata da Amy Manson, doppiata da Valentina Stredini.
Nobile scozzese, cugina di re Giacomo e pretendente di Perkin.
- John de la Pole, II duca di Suffolk, interpretato da Adrian Rawlins, doppiato da Pasquale Anselmo.
Membro del consiglio del re e marito di Eliza.
- Jasper Tudor, interpretato da Vincent Regan, doppiato da Paolo Marchese.
Cognato di Margaret e zio di Enrico VII.
- Cecilia di York, interpretata da Suki Waterhouse, doppiata da Chiara Oliviero.
Sorella minore di Lisa.
- Margherita di York, duchessa di Borgogna, interpretata da Joanne Whalley, doppiata da Anna Cesareni.
Figlia di Cecilia Neville e zia di Lisa.
- Sir Richard Pole, interpretata da Andrew Whipp, doppiato da Stefano Alessandroni.
Marito di Maggie.
- Regina madre Margaret Beaufort, interpretata da Michelle Fairley, doppiata da Emanuela Rossi.
Madre di Enrico VII.

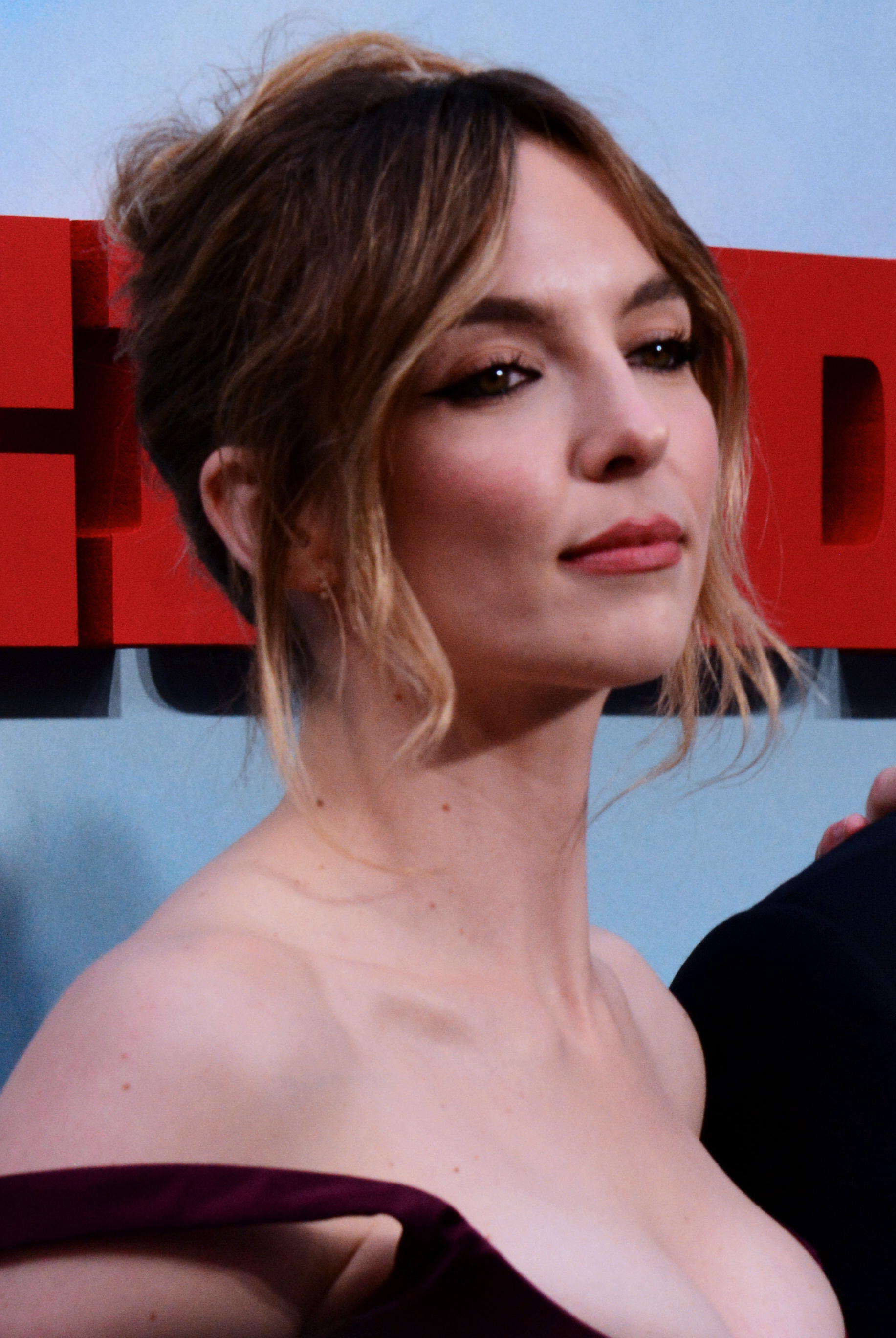
Jodie Comer
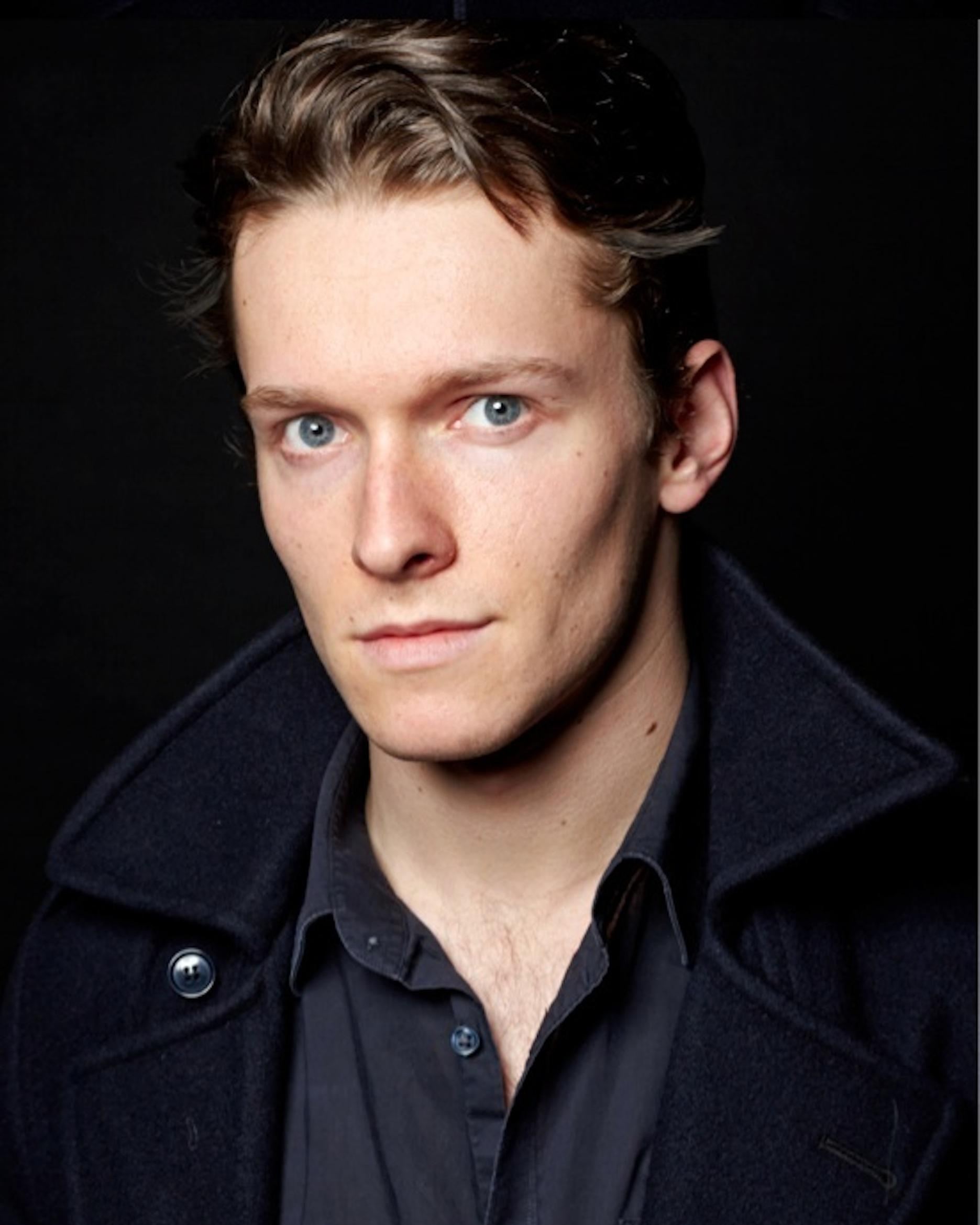
Jacob Collins-Levy
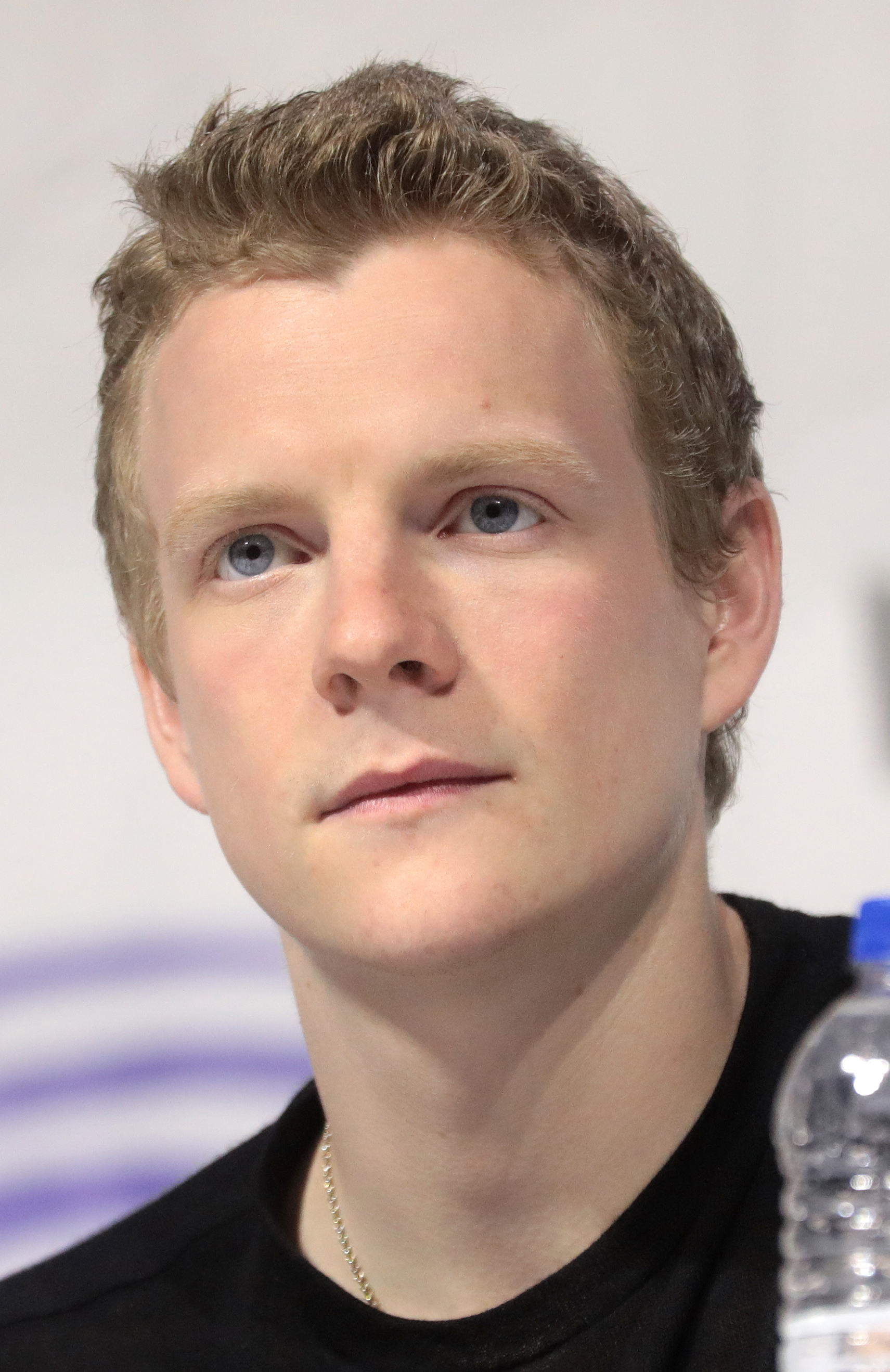
Patrick Gibson
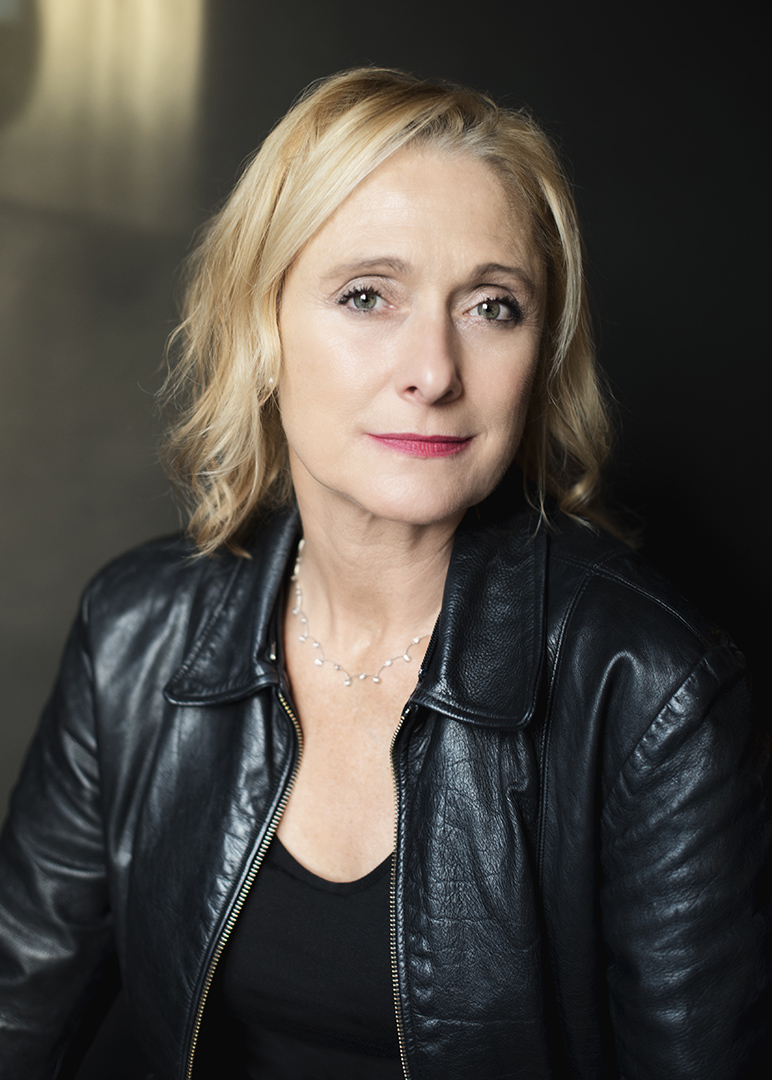
Caroline Goodall
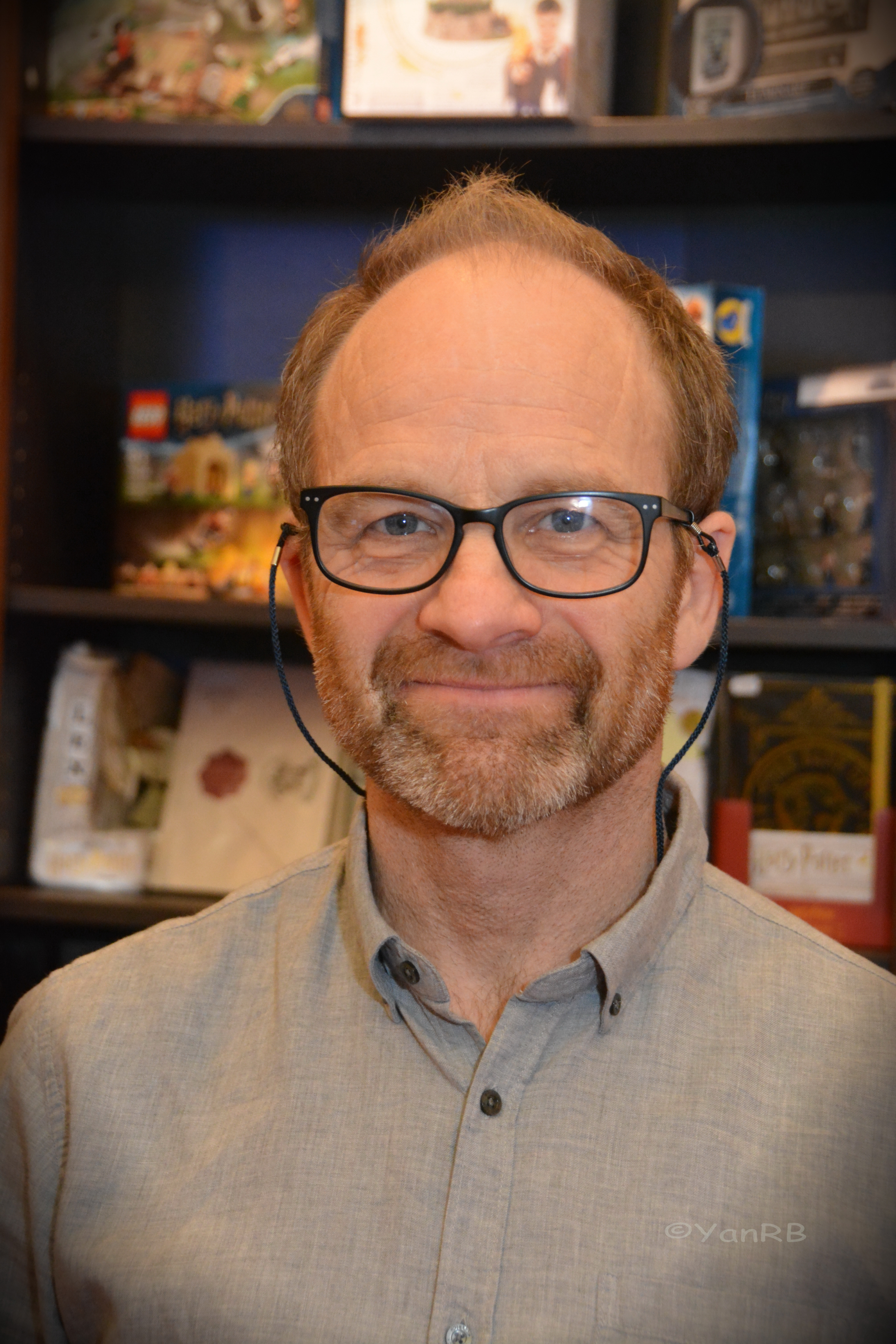
Adrian Rawlins
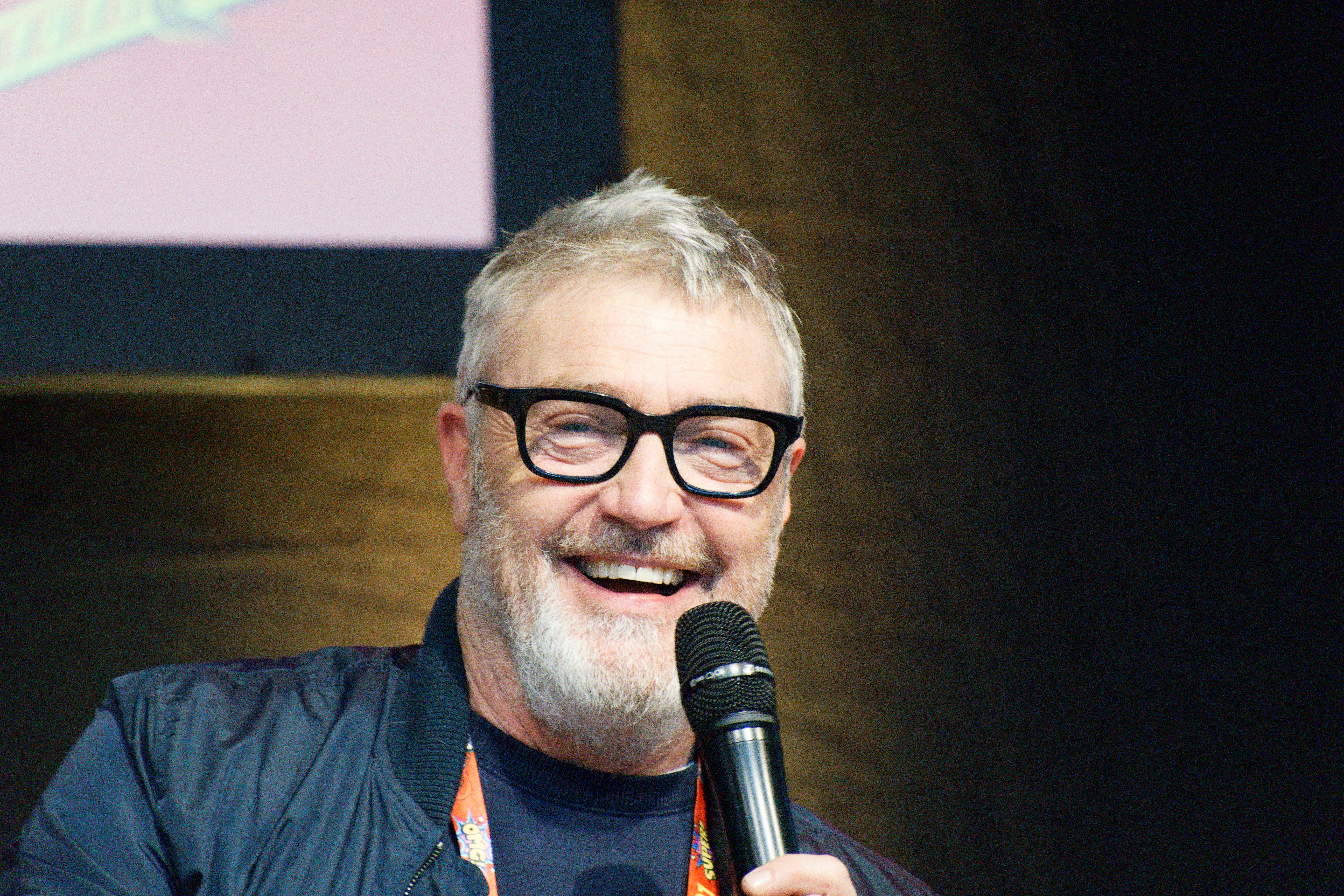
Vincent Regan
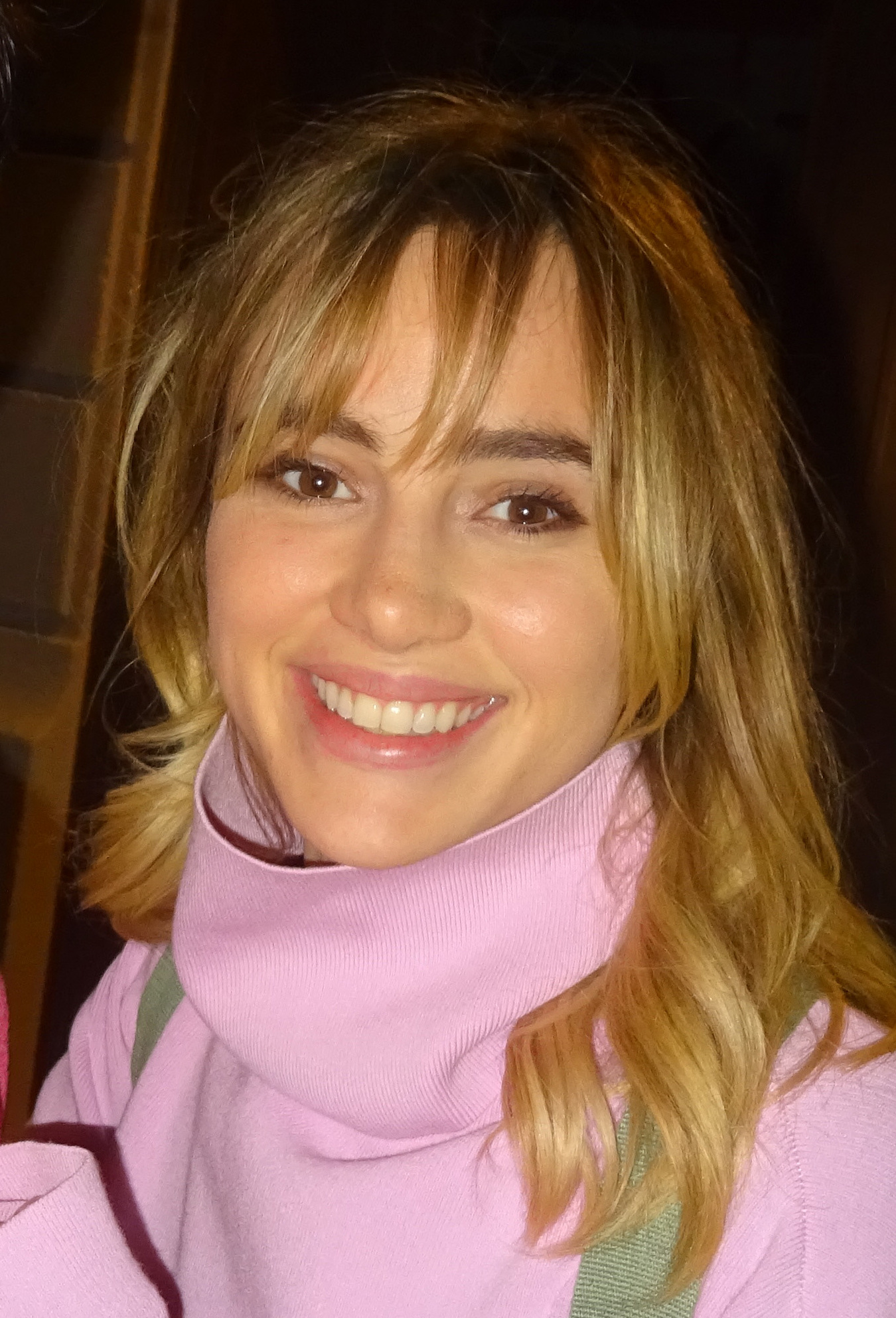
Suki Waterhouse
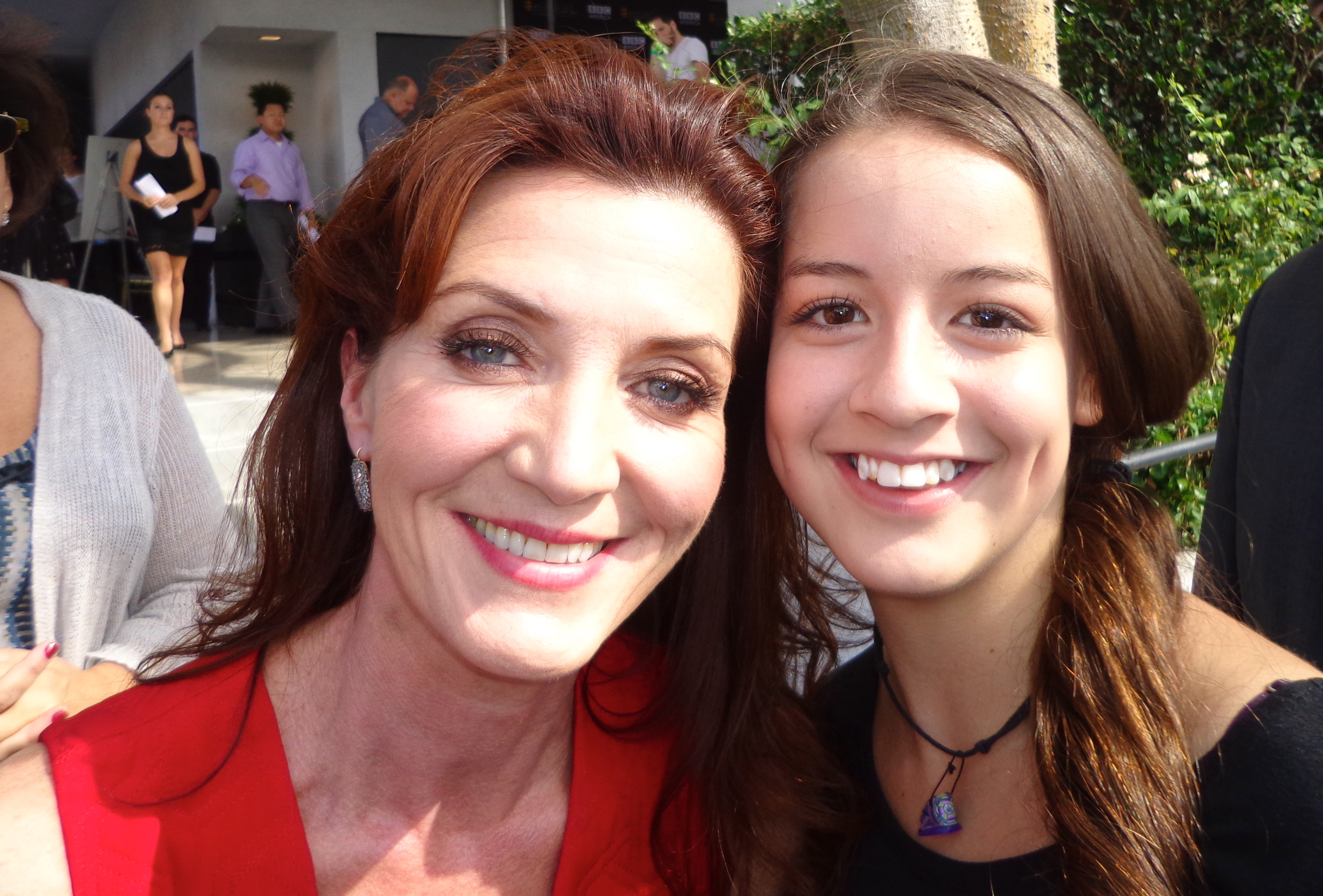
Michelle Fairley

### Personaggi secondari
- Lord Strange, interpretato da Nicholas Audsley, doppiato da Maurizio Merluzzo.
Figlio di Thomas.
- Edoardo Plantageneto, conte di Warwick, interpretato da Rhys Connah (giovane) e Albert de Jongh (adolescente), doppiato da Valeriano Corini (giovane).
Fratello minore di Maggie e cugino di Lisa e Cecilia che viene rinchiuso nella torre di Londra, dopo essersi proclamato re durante il matrimonio di sua cugina.
- Principessa Brigida, interpretata da Heidi Ely.
Figlia di Elisabetta e Edoardo IV.
- John de la Pole, conte di Lincoln, interpretato da Oliver Hembrough, doppiato da Edoardo Stoppacciaro.
Figlio del duca di Suffolk.
- Principessa Anna, interpretata da Rosie Knightley.
Figlia di Elisabetta e Edoardo IV.
- Principessa Caterina, interpretata da Ava Masters.
Figlia di Elisabetta e Edoardo IV.
- Ned, interpretato da Rollo Skinner, doppiato da Lorenzo De Angelis.
Stalliere e aiutante di Elisabetta.
- Eliza de la Pole, duchessa di Suffolk, interpretata da Susie Trayling, doppiata da Laura Romano.
Moglie di John de la Pole e zia di Lisa.
- William Stanley, interpretato da Guy Williams.
Fratello di Thomas.
- Massimiliano I, interpretato da Iain Batchelor.
Imperatore del Sacro Romano Impero e marito di Maria.
- Philip, interpretato da Dorian Grover.
- Rettie, interpretato da Zazie Hayhurst.
- Principe Arturo, interpretato da Billy Barratt, doppiato da Giulio Bartolomei.
Primogenito di Lisa e Enrico VII.
- Principe Enrico, interpretato da Woody Norman.
Secondogenito di Lisa e Enrico VII.
- Rodrigo de Puebla, interpretatp da Philip Arditti.
Ambasciatore spagnolo in Inghilterra.

### Personaggi ospiti
- Principe Riccardo, interpretato da Ned Elliott.
Figlio di Elisabetta e Edoardo IV.
- Principe Edoardo, interpretato da Luc Webb.
Figlio maggiore di Elisabetta e Edoardo IV.
- Lord Mayor di York, interpretato da Derek Frood.
- Ruth, interpretata da Kitty Smith.
Serva di Lisa.
- Maria di Borgogna, interpretata da Emmanuelle Bouaziz, doppiata da Ilaria Latini.
Unica figlia di Carlo il Temerario e figliastra di Margherita.
- Lambert Simnel, interpretato da Max True.
Pretendente al trono inglese e simbolo di una ribellione organizzata dal conte di Lincoln.
- Caterina Woodville, duchessa di Buckingham, interpretata da Nia Roberts, doppiata da Ilaria Egitto.
Sorella di Elisabetta e moglie di Jasper.
- Abate, interpretato da Norman Arthur Eshley.
Abate dell'abbazia di Beaulieu.
- Parroco, interpretato da Marc Danbury.
- Re Ferdinando II di Aragona, interpretato da Juan Echenique.
Re consorte di Isabella.
- Parroco di Wimborne, interpretato da Nicholas Gecks.
- Kofi, interpretato da Alex Sawyer.
Monaco novizio dell'abbazia di Beaulieu.
- Thomas Wolsey, interpretato da Mark Edel-Hunt.
Nuovo cappellano.
- Noah Luff, interpretato da Alasdair McLaughlin.
Prigioniero prelevato da Newgate e giustiziato davanti al popolo al posto di Perkin Warbeck.

## Produzione
La produzione della miniserie è iniziata nel giugno 2016, i luoghi includono Bradford on Avon, Bristol, Castello di Berkeley, Cattedrale di Gloucester, Lacock, Cattedrale di Salisbury, e Wells.

## Distribuzione
Negli Stati Uniti The White Princess è stata trasmessa su Starz dal 16 aprile al 4 giugno 2017. Nel Regno Unito è andata in onda dall'11 novembre 2017 sulla rete televisiva Drama. In Italia è stata interamente distribuita sulla piattaforma di streaming TIMvision il 20 dicembre 2017.

### Edizione italiana
La direzione del doppiaggio è a cura di Gianni G. Galassi, su dialoghi di Daniela Carrieri e Paola Paglici, per conto di LaBiBi.it.

## Accoglienza

### Critica
La miniserie ha ricevuto recensioni generalmente positive dalla critica. Rotten Tomatoes riporta il 76% delle recensioni professionali positive basato su 17 critiche. Il consenso critico del sito web indica: «Ben recitata e animata dalla sua nuova prospettiva, The White Princess presenta intrighi più che sufficienti per soddisfare gli appassionati delle serie in costume della corte reale britannica.» Metacritic, invece, ha assegnato un punteggio di 71 su 100 basato su 9 recensioni, indicando "recensioni generalmente favorevoli".

## Sequel

### The Spanish Princess
Il 15 marzo 2018 Starz ha annunciato l'intenzione di creare una miniserie che segue le vicende di The White Queen e The White Princess intitolata The Spanish Princess, basata sui romanzi Caterina, la prima moglie e La maledizione del re e incentrata su Caterina d'Aragona. Ha debuttato il 5 maggio 2019.